# 彼得·古爾德
彼得·古爾德（英語：Peter Gould）是一位美國電視編劇、導演和監製。他參與過AMC電視劇《絕命毒師》所有五季的製作，並憑該劇獲得四項美国编剧工会奖的提名。在《絕命毒師》完結後，他與該劇的開創者文斯·吉利根一起在外傳劇《絕命律師》中擔任聯合開創者和聯合節目統籌。在吉利根離開編劇室後，他成為該劇的唯一節目統籌。

## 早年生活和教育
彼得·古爾德在纽约曼哈頓的雀兒喜地區出生並長大。他的父母都是藝術家，且是在藝術學校認識的。談到他的教育，他承認說：“我是常犯拼寫錯誤的人。我的字跡很糟糕。在學校寫論文讓我很痛苦。”1982年，他畢業於莎拉·劳伦斯学院並取得英語文学学士學位。1990年，他畢業於南加州大学並取得藝術創作碩士學位。

## 職業生涯
古爾德於大學畢業後在紐約製作過一段時間的廣告，然後進入南加州大學電影學院就讀。
2008年，他加入《絕命毒師》第一季的編劇團隊擔任剧本统筹，並負責編寫劇集“純粹交易”。第一季的編劇團隊在第61屆美國編劇工會獎上獲提名電視類新劇集獎。
古爾德在第二季被晉升為執行劇本統籌，並負責編寫劇集“失蹤計劃”和“最好致電薩爾”。第二季的編劇團隊在第62屆美國編劇工會獎上獲提名電視類劇情劇集獎。他在第三季被晉升為監製，並負責編寫劇集“無名馬”，以及與另一位監製喬治·馬斯切斯聯合編寫劇集“卡夫卡的世界”。2011年，他在第四季被晉升為資深監製。
2011年，他在改編自安德魯·羅斯·索金2009年書籍的HBO電視電影《大到不能倒：金融海嘯真相》中擔任編劇，該電影同時從华尔街CEO和美國政府監管機構的角度記錄金融海嘯和雷曼兄弟破產的事件。
古爾德與文斯·吉利根一起在《絕命毒師》的外傳劇《絕命律師》中擔任聯合開創者和聯合節目統籌。該劇的首播集“初出茅蘆”於2015年2月8日播出，是當時美國有線電視歷史上收視率最高的首播集。吉利根在第三季初期因為需要專注於新節目而離開編劇團隊，古爾德因而成為唯一的節目統籌，這是自該劇開始製作以來就計劃好的過渡。
2016年，他和吉利根共同編寫的首播集“初出茅蘆”贏得第68屆美國編劇工會獎電視類劇情分集。2018年，《絕命律師》因“開發出融合法律、犯罪驚悚和黑色幽默的獨特基調”而榮獲皮博迪獎。

## 作品列表

### 電影
| 年份 | 標題               | 職位 | 職位 | 職位 | 附註           |
| 年份 | 標題               | 導演 | 監製 | 編劇 | 附註           |
| ---- | ------------------ | ---- | ---- | ---- | -------------- |
| 1994 | 《雙龍奇兵》       | 否   | 否   | 劇本 | 改編自電子遊戲 |
| 2000 | 《哈囉！岳父大人》 | 是   | 否   | 是   |                |
| 2019 | 《海邊走走》       | 否   | 執行 | 否   |                |

### 電視

#### 編劇
| 年份 | 節目                         | 季       | 劇集                               | 總集次   | 首播日期      | 附註                                |
| ---- | ---------------------------- | -------- | ---------------------------------- | -------- | ------------- | ----------------------------------- |
| 2008 | 《絕命毒師》                 | 1        | “純粹交易”                         | 7        | 2008年3月9日  |                                     |
| 2009 | 《絕命毒師》                 | 2        | “失蹤計劃”                         | 10       | 2009年3月22日 | 兼任執行劇本統籌                    |
| 2009 | 《絕命毒師》                 | 2        | “最好致電薩爾”                     | 15       | 2009年4月26日 |                                     |
| 2010 | 《絕命毒師》                 | 3        | “無名馬”                           | 22       | 2010年3月28日 |                                     |
| 2010 | 《絕命毒師》                 | 3        | “卡夫卡的世界”                     | 29       | 2010年5月16日 | 與喬治·馬斯切斯聯合編劇             |
| 2010 | 《絕命毒師》                 | 3        | “一不做”                           | 32       | 2010年6月6日  | 與山姆·卡特林聯合編劇               |
| 2011 | 《絕命毒師》                 | 4        | “有問題的狗”                       | 40       | 2011年8月28日 | 兼任導演                            |
| 2011 | 《絕命毒師》                 | 4        | “乾杯”                             | 43       | 2011年9月18日 | 與詹妮弗·哈奇森聯合編劇             |
| 2012 | 《絕命毒師》                 | 5        | “安家”                             | 49       | 2012年7月29日 |                                     |
| 2013 | 《絕命毒師》                 | 5        | “血染之財”                         | 55       | 2013年8月11日 |                                     |
| 2013 | 《絕命毒師》                 | 5        | “花崗岩州”                         | 61       | 2013年9月22日 | 兼任導演                            |
| 2010 | 《絕命毒師外傳》   | 2        | "Fernando"                         | 7        | 2010年        | 兼任導演                            |
| 2010 | 《絕命毒師外傳》   | 2        | "Carl"                             | 8        | 2010年        | 兼任導演                            |
| 2010 | 《絕命毒師外傳》   | 2        | "Wendy"                            | 9        | 2010年        | 兼任導演                            |
| 2010 | 《絕命毒師外傳》   | 2        | "Badger"                           | 10       | 2010年        | 兼任導演                            |
| 2010 | 《絕命毒師外傳》   | 2        | "Wayfarer 515"                     | 11       | 2010年        | 兼任導演                            |
| 2010 | 《絕命毒師外傳》   | 2        | "Letters to Saul"                  | 12       | 2010年        |                                     |
| 2010 | 《絕命毒師外傳》   | 2        | "Tiger Trouble? Better Call Saul!" | 13       | 2010年        | 兼任導演                            |
| 2010 | 《絕命毒師外傳》   | 2        | "Saul Says: "Sue 'Em Now""         | 14       | 2010年        |                                     |
| 2011 | 《大到不能倒：金融海嘯真相》 | 電視電影 | 電視電影                           | 電視電影 | 2011年5月23日 |                                     |
| 2015 | 《絕命律師》                 | 1        | “初出茅蘆”                         | 1        | 2015年2月8日  | 與文斯·吉利根聯合編劇               |
| 2015 | 《絕命律師》                 | 1        | “愛兒”                             | 2        | 2015年2月9日  |                                     |
| 2015 | 《絕命律師》                 | 1        | “馬可”                             | 10       | 2015年4月6日  | 兼任導演                            |
| 2016 | 《絕命律師》                 | 2        | “一擊即中”                         | 19       | 2016年4月11日 | 兼任導演                            |
| 2017 | 《絕命律師》                 | 3        | “梅寶”                             | 21       | 2017年4月10日 | 與文斯·吉利根聯合編劇               |
| 2017 | 《絕命律師》                 | 3        | “提燈”                             | 30       | 2017年6月19日 | 僅任導演                            |
| 2018 | 《絕命律師》                 | 4        | “濃煙”                             | 31       | 2018年8月6日  |                                     |
| 2018 | 《絕命律師》                 | 4        | “贏家”                             | 40       | 2018年10月8日 | 與托馬斯·施瑙茲聯合編劇             |
| 2020 | 《絕命律師》                 | 5        | “魔法哥”                           | 41       | 2020年2月23日 |                                     |
| 2020 | 《絕命律師》                 | 5        | “不可原諒之事”                     | 50       | 2020年4月20日 | 兼任導演；與愛麗兒·萊文（Ariel Levine）聯合編劇 |
| 2022 | 《絕命律師》                 | 6        | “美酒與玫瑰”                       | 51       | 2022年4月18日 |                                     |
| 2022 | 《絕命律師》                 | 6        | “結束”                             | 63       | 2022年8月15日 | 兼任導演                            |

#### 製作
| 年份 | 標題                                       | 季     | 職位   | 職位   | 職位     | 職位 | 附註             |
| 年份 | 標題                                       | 季     | 開創者 | 導演   | 監製     | 編劇 | 附註             |
| ---- | ------------------------------------------ | ------ | ------ | ------ | -------- | ---- | ---------------- |
| 2008 | 《絕命毒師》                               | 1      | 否     | 否     | 否       | 是   | 兼任劇本統籌     |
| 2009 | 《絕命毒師》                               | 2      | 否     | 否     | 否       | 是   | 兼任執行劇本統籌 |
| 2010 | 《絕命毒師》                               | 3      | 否     | 否     | 是       | 是   |                  |
| 2011 | 《絕命毒師》                               | 4      | 否     | 是     | 資深     | 是   |                  |
| 2012 | 《絕命毒師》                               | 5      | 否     | 否     | 聯合執行 | 是   |                  |
| 2013 | 《絕命毒師》                               | 5      | 否     | 是     | 聯合執行 | 是   |                  |
| 2010 | 《絕命毒師外傳》                 | 2      | 否     | 是     | 否       | 是   | 網絡劇           |
| 2011 | 《大到不能倒：金融海嘯真相》               | 不適用 | 不适用 | 否     | 聯合     | 是   | 電視電影         |
| 2015 | 《絕命律師》                               | 1      | 是     | 是     | 節目統籌 | 是   |                  |
| 2016 | 《絕命律師》                               | 2      | 是     | 是     | 節目統籌 | 是   |                  |
| 2017 | 《絕命律師》                               | 3      | 是     | 是     | 節目統籌 | 是   |                  |
| 2018 | 《絕命律師》                               | 4      | 是     | 否     | 節目統籌 | 是   |                  |
| 2020 | 《絕命律師》                               | 5      | 是     | 是     | 節目統籌 | 是   |                  |
| 2022 | 《絕命律師》                               | 6      | 是     | 是     | 節目統籌 | 是   |                  |
| 2017 | 《絕命律師：炸雞兄弟員工培訓》 （英語：Better Call Saul: Los Pollos Hermanos Employee Training）  | 1      | 不适用 | 不适用 | 執行     | 否   | 電視短片迷你劇   |
| 2017 | 《絕命律師：禁止野餐》 （英語：Better Call Saul: No Picnic）          | 不適用 | 不适用 | 否     | 執行     | 否   | 電視短片         |
| 2018 | 《絕命律師：牧歌電氣安全培訓》 （英語：Better Call Saul: Madrigal Electromotive Security Training）  | 1      | 不适用 | 不适用 | 執行     | 否   | 電視短片迷你劇   |
| 2020 | 《絕命律師：金·魏斯勒道德培訓》 （英語：Better Call Saul: Ethics Training with Kim Wexler） | 1      | 不适用 | 不适用 | 執行     | 否   | 電視短片迷你劇   |
| 2022 | 《假摔王吉米》                             | 1      | 不适用 | 否     | 執行     | 否   | 電視短片迷你劇   |
| 2022 | 《絕命律師：電影製作人培訓》 （英語：Better Call Saul: Filmmaker Training）    | 1      | 不适用 | 不适用 | 執行     | 否   | 電視短片迷你劇   |

## 獲獎和提名
| 年份 | 獎項                   | 類別                                | 提名作品                                   | 結果 | 來源          |
| ---- | ---------------------- | ----------------------------------- | ------------------------------------------ | ---- | ------------- |
| 2009 | 美国编剧工会奖         | 電視類新劇集                        | 《絕命毒師》                               | 提名 | [ 20 ]        |
| 2010 | 黃金時段艾美獎         | 最佳劇情類劇集                      | 《絕命毒師》                               | 提名 | [ 21 ]        |
| 2010 | 美國編劇工會獎         | 電視類劇情劇集                      | 《絕命毒師》                               | 提名 | [ 22 ]        |
| 2011 | 黃金時段艾美獎         | 最佳有限/獨立單元劇集或電視電影編劇 | 《大到不能倒：金融海嘯真相》               | 提名 | [ 23 ]        |
| 2011 | 美國編劇工會獎         | 電視類劇情劇集                      | 《絕命毒師》                               | 提名 | [ 24 ]        |
| 2012 | 黃金時段艾美獎         | 最佳劇情類劇集                      | 《絕命毒師》                               | 提名 | [ 25 ]        |
| 2012 | 美國編劇工會獎         | 電視類劇情劇集                      | 《絕命毒師》                               | 獲獎 | [ 26 ]        |
| 2012 | 美國編劇工會獎         | 電視類改編長篇節目                  | 《大到不能倒：金融海嘯真相》               | 獲獎 | [ 26 ]        |
| 2013 | 美國製片人工會獎       | 最佳劇情類分集電視劇監製            | 《絕命毒師》                               | 提名 | [ 27 ]        |
| 2013 | 黃金時段艾美獎         | 最佳劇情類劇集                      | 《絕命毒師》                               | 獲獎 | [ 28 ]        |
| 2013 | 美國編劇工會獎         | 電視類劇情劇集                      | 《絕命毒師》                               | 獲獎 | [ 29 ]        |
| 2014 | 美國製片人工會獎       | 最佳劇情類分集電視劇監製            | 《絕命毒師》                               | 獲獎 | [ 30 ]        |
| 2014 | 黃金時段艾美獎         | 最佳劇情類劇集                      | 《絕命毒師》                               | 獲獎 | [ 31 ]        |
| 2014 | 美國編劇工會獎         | 電視類劇情分集                      | 《絕命毒師》； 憑“花崗岩州”一集            | 提名 | [ 32 ] [ 33 ] |
| 2014 | 美國編劇工會獎         | 電視類劇情劇集                      | 《絕命毒師》                               | 獲獎 | [ 32 ] [ 33 ] |
| 2015 | 美國製片人工會獎       | 最佳劇情類分集電視劇監製            | 《絕命毒師》                               | 獲獎 | [ 34 ]        |
| 2015 | 黃金時段艾美獎         | 最佳劇情類劇集                      | 《絕命律師》                               | 提名 | [ 35 ]        |
| 2016 | 美國製片人工會獎       | 最佳劇情類分集電視劇監製            | 《絕命律師》                               | 提名 | [ 36 ]        |
| 2016 | 黃金時段艾美獎         | 最佳劇情類劇集                      | 《絕命律師》                               | 提名 | [ 37 ]        |
| 2016 | 美國編劇工會獎         | 電視類新劇集                        | 《絕命律師》                               | 提名 | [ 38 ]        |
| 2016 | 美國編劇工會獎         | 電視類劇情劇集                      | 《絕命律師》                               | 提名 | [ 38 ]        |
| 2016 | 美國編劇工會獎         | 電視類劇情分集                      | 《絕命律師》； 憑“初出茅蘆”一集            | 獲獎 | [ 38 ]        |
| 2017 | 美國製片人工會獎       | 最佳劇情類分集電視劇監製            | 《絕命律師》                               | 提名 | [ 39 ]        |
| 2017 | 黃金時段艾美獎         | 最佳劇情類劇集                      | 《絕命律師》                               | 提名 | [ 40 ]        |
| 2017 | 黃金時段創意藝術艾美獎 | 最佳喜劇類或劇情類劇集短片          | 《絕命律師：炸雞兄弟員工培訓》 （英語：Better Call Saul: Los Pollos Hermanos Employee Training）  | 獲獎 | [ 41 ]        |
| 2017 | 美國編劇工會獎         | 電視類劇情劇集                      | 《絕命律師》                               | 提名 | [ 42 ]        |
| 2018 | 美國編劇工會獎         | 電視類劇情劇集                      | 《絕命律師》                               | 提名 | [ 43 ]        |
| 2019 | 美國製片人工會獎       | 最佳劇情類分集電視劇監製            | 《絕命律師》                               | 提名 | [ 44 ]        |
| 2019 | 黃金時段艾美獎         | 最佳劇情類劇集編劇                  | 《絕命律師》； 憑“贏家”一集                | 提名 | [ 45 ]        |
| 2019 | 黃金時段艾美獎         | 最佳劇情類劇集                      | 《絕命律師》                               | 提名 | [ 45 ]        |
| 2019 | 美國編劇工會獎         | 電視類劇情劇集                      | 《絕命律師》                               | 提名 | [ 46 ]        |
| 2020 | 黃金時段艾美獎         | 最佳劇情類劇集                      | 《絕命律師》                               | 提名 | [ 47 ]        |
| 2020 | 黃金時段創意藝術艾美獎 | 最佳喜劇類或劇情類劇集短片          | 《絕命律師：金·魏斯勒道德培訓》 （英語：Better Call Saul: Ethics Training with Kim Wexler） | 獲獎 | [ 48 ]        |
| 2021 | 美國製片人工會獎       | 最佳劇情類分集電視劇監製            | 《絕命律師》                               | 提名 | [ 49 ]        |
| 2021 | 美國編劇工會獎         | 電視類劇情分集                      | 《絕命律師》； 憑“不可原諒之事”一集        | 提名 | [ 50 ]        |
| 2021 | 美國編劇工會獎         | 電視類劇情劇集                      | 《絕命律師》                               | 提名 | [ 50 ]        |
| 2022 | 黃金時段艾美獎         | 最佳劇情類劇集                      | 《絕命律師》                               | 提名 | [ 51 ]        |

## 外部連結
- 彼得·古爾德在互联网电影资料库（IMDb）上的資料（英文）
- 彼得·古爾德的X（前Twitter）